# Alchemilla brachyclada
Alchemilla brachyclada är en rosväxtart som beskrevs av Robert Buser. Alchemilla brachyclada ingår i släktet daggkåpor, och familjen rosväxter. Inga underarter finns listade i Catalogue of Life.